# 卢克·乌塞尔
卢克·乌塞尔（1959年9月5日—2014年12月3日），1959年9月7日出生于法国巴黎近郊的布洛涅-比扬古，前法国阿海珐核能工业集团总裁。
他同时兼任法国核能协会主席，国家研究与技术协会理事会主席，法国世纪俱乐部成员。

## 生平
卢克·乌塞尔毕业于法国巴黎高等矿业大学，然后为法国矿业团工程师。毕业后，在法国政府部门工作了9年：先后担任法国南部罗纳-阿尔卑斯地区的能源和地下矿部门主任（1984-87），法国工业部电力燃气煤炭部付主任（1988-91），法国国防部部长的技术顾问（1991-93）。
1993年, 他进入施耐德电气集团，担任电工设备公司Gardy的总经理（生产断路器和开关柜），然后相继担任过上海施耐德工业控制公司总经理，意大利施耐德电气公司总经理，施耐德电气集团工业部主任。卢克·乌塞尔备受集团总裁迪迪埃·皮诺-瓦伦西亚（Didier Pineau-Valencienne，或DPV）的赏识而被选为接班人，但有“造王者”之称的董事会会员克劳德·贝贝阿（Claude Bébéar）认为他太“嫩”（38岁），提议亨利·拉赫曼（Henri Lachmann）“临时”接任4年。由于亨利·拉赫曼4年后续任，卢克·乌塞尔便于2001年离开施耐德电气集团。
2002年，他加入Sidel公司担任副总经理。2004年9月，又加入Geodis公司担任国际部主任，2006年成为该公司总经理。
2007年，他进入阿海珐集团，担任阿海珐NP（核反应堆及关联业务）主席和集团执行委员会委员。2009年，他被任命为阿海珐集团执行副总裁，2011年1月，又被任命为集团代理执行总裁。
2011年6月16日，法国总统尼古拉·萨科齐任命卢克·乌塞尔为阿海珐集团总裁，取代安妮·洛韦容 ，6月21日得到阿海珐集团监事会确认。

## 荣誉
卢克·乌塞尔于2010年获法国骑士荣誉勋章。